# Liste des aéroports les plus connectés au monde
Les aéroports avec le plus grand nombre de dessertes, comptant le plus grand nombre de liaisons, sont appelés "méga hubs". Une classification annuelle, éditée par OAG, et appelée Megahub Index, permet de les comparer :

## Aéroports comportant le plus de liaisons

### Classement 2023
| Rang | Pays | Aéroport                 | Ville                           | Code AITA | Nombre de destinations internationales |
| ---- | ---- | ------------------------ | ------------------------------- | --------- | -------------------------------------- |
| 1.   | GBR  | Londres-Heathrow         | Hillingdon, Londres             | LHR       | 209                                    |
| 2.   | USA  | New York-John F. Kennedy | Queens, New York, New York      | JFK       | 180                                    |
| 3.   | NED  | Amsterdam                | Haarlemmermeer, North Holland   | AMS       | 256                                    |
| 4.   | MAS  | Kuala Lumpur             | Sepang, Selangor                | KUL       | 110                                    |
| 5.   | JPN  | Tokyo-Haneda             | Ōta, Tokyo                      | HND       | 101                                    |
| 6.   | GER  | Francfort                | Frankfurt, Hesse                | FRA       | 276                                    |
| 7.   | TUR  | Istanbul                 | Yeşilköy, Istanbul              | IST       | 300                                    |
| 8.   | KOR  | Séoul-Incheon            | Incheon                         | ICN       | 135                                    |
| 9.   | FRA  | Paris-Charles de Gaulle  | Roissy-en-France, Île-de-France | CDG       | 259                                    |
| 10.  | USA  | Chicago-O'Hare           | Chicago, Illinois               | ORD       | 235                                    |

### Classement 2019
| Rang | Pays | Aéroport                 | Ville                                  | Code AITA |
| ---- | ---- | ------------------------ | -------------------------------------- | --------- |
| 1.   | GBR  | Londres-Heathrow         | Hillingdon, Londres                    | LHR       |
| 2.   | GER  | Francfort                | Frankfurt, Hesse                       | FRA       |
| 3.   | USA  | Chicago-O'Hare           | Chicago, Illinois                      | ORD       |
| 4.   | NED  | Amsterdam                | Haarlemmermeer, North Holland          | AMS       |
| 5.   | GER  | Munich-F. J. Strauß      | Freising, Bavière                      | MUC       |
| 6.   | CAN  | Toronto (Pearson)        | Mississauga, Ontario                   | YYZ       |
| 7.   | FRA  | Paris-Charles de Gaulle  | Roissy-en-France, Île-de-France        | CDG       |
| 8.   | USA  | Atlanta H.-Jackson       | Atlanta, Géorgie                       | ATL       |
| 9.   | SIN  | Singapour-Changi         | Changi, East Region                    | SIN       |
| 10.  | HKG  | Hong Kong                | Chek Lap Kok, Islands, New Territories | HKG       |
| 11.  | KOR  | Séoul-Incheon            | Incheon                                | ICN       |
| 12.  | MAS  | Kuala Lumpur             | Sepang, Selangor                       | KUL       |
| 13.  | USA  | Los Angeles              | Los Angeles, Californie                | LAX       |
| 14.  | THA  | Bangkok-Suvarnabhumi     | Bang Phli, Samut Prakan                | BKK       |
| 15.  | MEX  | Mexico-B. Juárez         | Venustiano Carranza, Mexico            | MEX       |
| 16.  | INA  | Djakarta-S.-Hatta        | Tangerang, Banten                      | CGK       |
| 17.  | TUR  | Istanbul                 | Yeşilköy, Istanbul                     | IST       |
| 18.  | USA  | New York-John F. Kennedy | Queens, New York, New York             | JFK       |
| 19.  | USA  | Dallas-Fort Worth        | Dallas-Fort Worth (Texas)              | DFW       |
| 20.  | USA  | Miami                    | Miami-Dade County, Floride             | MIA       |

### Méthodologie
Le classement est obtenu par un calcul du nombre de correspondances (de destinations internationales) par rapport au nombre total de destinations effectuées. On obtient un ratio, par aéroport, de "connectivité au monde".

## La connectivité aérienne
L'ACI ("Airport Council international"), elle, avec son Connectivity Index, décompose la connectivité des aéroports en plusieurs indicateurs. Il étudie la connectivité directe, indirecte (en étudiant les correspondances pour une même destination), la connectivité globale des aéroports (directe et indirecte) et la connectivité des hubs.

### Connectivité directe des aéroports
Les relations aériennes directes sont ici envisagées, en termes de nombre de destinations et de fréquence de rotation:

#### Classement 2019
| Rang | Pays | Aéroport                        | Ville                           | Code AITA |
| ---- | ---- | ------------------------------- | ------------------------------- | --------- |
| 1.   | GER  | Francfort                       | Frankfurt, Hesse                | FRA       |
| 2.   | NED  | Amsterdam                       | Haarlemmermeer, North Holland   | AMS       |
| 3.   | FRA  | Paris-Charles de Gaulle         | Roissy-en-France, Île-de-France | CDG       |
| 4.   | GBR  | Londres-Heathrow                | Hillingdon, Londres             | LHR       |
| 5.   | TUR  | Istanbul                        | Yeşilköy, Istanbul              | IST       |
| 6.   | GER  | Munich-F. J. Strauß             | Freising, Bavière               | MUC       |
| 7.   | ESP  | Madrid-Barajas                  | Barajas, Madrid                 | MAD       |
| 8.   | RUS  | Moscou Chérémétiévo             | Khimki, Moscow Oblast           | SVO       |
| 9.   | ESP  | Barcelone El Prat               | El Prat de Llobregat, Catalogne | BCN       |
| 10.  | ITA  | Rome Léonard-de-Vinci/Fiumicino | Rome-Fiumicino, Latium          | FCO       |

En termes de simples connexions directes, l'entreprise d'analyses aéronautiques Cirium opère ce classement en 2023 :
| Rang | Pays | Aéroport                        | Ville                           | Code AITA | Nombre de destinations |
| ---- | ---- | ------------------------------- | ------------------------------- | --------- | ---------------------- |
| 1.   | GER  | Francfort                       | Frankfurt, Hesse                | FRA       | 330                    |
| 2.   | TUR  | Istanbul                        | Yeşilköy, Istanbul              | IST       | 309                    |
| 3.   | FRA  | Paris-Charles de Gaulle         | Roissy-en-France, Île-de-France | CDG       | 308                    |
| 4.   | NED  | Amsterdam                       | Haarlemmermeer, North Holland   | AMS       | 293                    |
| 5.   | USA  | Chicago-O'Hare                  | Chicago, Illinois               | ORD       | 278                    |
| 6    | USA  | Dallas-Fort Worth               | Dallas-Fort Worth (Texas)       | DFW       | 269                    |
| 7.   | UAE  | Dubaï                           | Garhoud, Dubai                  | DXB       | 262                    |
| 8.   | GBR  | Londres-Heathrow                | Hillingdon, Londres             | LHR       | 242                    |
| 9.   | ITA  | Rome Léonard-de-Vinci/Fiumicino | Rome-Fiumicino, Latium          | FCO       | 239                    |
| 10.  | USA  | Denver                          | Denver (Colorado)               | DEN       | 226                    |

### Hubs
La connectivité des aéroports peut également se mesurer par leur importance en tant que hub. L'ACI en fait un classement annuel:

#### Classement 2019 des hubs les plus importants
| Type de hubs   | Rang | Pays | Aéroport                         | Ville                           | Code AITA |
| -------------- | ---- | ---- | -------------------------------- | ------------------------------- | --------- |
| Majeur         | 1.   | GER  | Francfort                        | Frankfurt, Hesse                | FRA       |
| Majeur         | 2.   | NED  | Amsterdam                        | Haarlemmermeer, North Holland   | AMS       |
| Majeur         | 3.   | FRA  | Paris-Charles de Gaulle          | Roissy-en-France, Île-de-France | CDG       |
| Majeur         | 4.   | TUR  | Istanbul                         | Yeşilköy, Istanbul              | IST       |
| Majeur         | 5.   | GER  | Munich-F. J. Strauß              | Freising, Bavière               | MUC       |
| Majeur         | 6.   | GBR  | Londres-Heathrow                 | Hillingdon, Londres             | LHR       |
| Hub secondaire | 7.   | RUS  | Moscou Chérémétiévo              | Khimki, Moscow Oblast           | SVO       |
| Hub secondaire | 8.   | ESP  | Madrid-Barajas                   | Barajas, Madrid                 | MAD       |
| Hub secondaire | 9.   | SUI  | Aéroport international de Zurich | Kloten, Zurich                  | ZRH       |
| Hub secondaire | 10.  | AUT  | Aéroport de Vienne-Schwechat     | Schwechat, Basse Autriche       | VIE       |
| Hub secondaire | 11.  | ITA  | Rome Léonard-de-Vinci/Fiumicino  | Rome-Fiumicino, Latium          | FCO       |
| Hub secondaire | 12.  | FIN  | Aéroport d'Helsinki-Vantaa       | Vantaa, Uusimaa                 | HEL       |

#### Suite du classement
L'échantillonnage est constitué encore des hubs de niche et plus petits, ainsi que des aéroports aux vols longs courriers et connecteurs propres.

#### Classement 2019 de la connectivité des hubs
| Rang | Pays | Aéroport                | Ville                           | Code AITA |
| ---- | ---- | ----------------------- | ------------------------------- | --------- |
| 1.   | GER  | Francfort               | Frankfurt, Hesse                | FRA       |
| 2.   | USA  | Dallas-Fort Worth       | Dallas-Fort Worth (Texas)       | DFW       |
| 3.   | NED  | Amsterdam               | Haarlemmermeer, North Holland   | AMS       |
| 4.   | FRA  | Paris-Charles de Gaulle | Roissy-en-France, Île-de-France | CDG       |
| 5.   | USA  | Atlanta H.-Jackson      | Atlanta, Géorgie                | ATL       |
| 6.   | TUR  | Istanbul                | Yeşilköy, Istanbul              | IST       |
| 7.   | USA  | Denver                  | Denver, Colorado                | DEN       |
| 8.   | GER  | Munich-F. J. Strauß     | Freising, Bavière               | MUC       |
| 9.   | USA  | Chicago-O'Hare          | Chicago, Illinois               | ORD       |
| 10.  | GBR  | Londres-Heathrow        | Hillingdon, Londres             | LHR       |

## Sources
1. ↑  (en-GB) OAG Aviation Worldwide, « Megahubs Index 2019 », sur www.oag.com (consulté le 3 octobre 2020)
2. ↑  (en) « Megahubs 2023 | Most Connected Airports in the World | OAG » (consulté le 20 mai 2024)
3. ↑  (en) FDI intelligence, « The world's 10 most connected airports » , sur FDI, 30 avril 2024 (consulté le 20 mai 2024)
4. 1 2  (en-GB) Super User, « Air connectivity », sur www.aci-europe.org (consulté le 18 avril 2021)
5. ↑  (en) Riley Pickett, « The Top 20 Most Well Connected Airports In The World In 2022 », 11 janvier 2023 (consulté le 20 mai 2024)
6. ↑  (en) « Airports With The Most Direct Connections Worldwide », 12 janvier 2023 (consulté le 20 mai 2024)
7. ↑  (en-US) Sharad Ranabhat, « World's Top 10 Most Connected Airports », 13 juin 2023 (consulté le 20 mai 2024)
8. ↑  (en-GB) Super User, « Air connectivity », sur www.aci-europe.org (consulté le 24 janvier 2021)